# ウィリアム・マクマスター・マードック

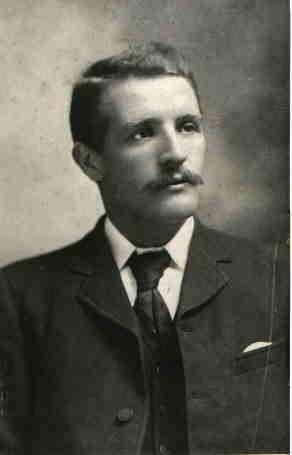
1911年のマードック

ウィリアム・マクマスター・マードック（英: William McMaster Murdoch、1873年2月28日 - 1912年4月15日）は、イギリスの航海士。客船タイタニック号に一等航海士として乗船しており、同船の沈没事故により命を落とした。

## 生涯

### タイタニック乗船までの経歴
1873年2月28日、スコットランド・ダルビーティに商船船長サミュエル・マードック(Samuel Murdoch)とその妻ジェニー(Jeanie Muirhead)の息子として生まれる。
15歳の時の1887年にダルビーティ高校を卒業し、バークのチャールズ・コーツワース号(Charles Cotesworth)で働くようになった。チャールズ・コーツワース号でアメリカや南米などに航海した。1892年にチャールズ・コーツワース号の仕事を辞めた後、10月12日に二等航海士資格(2nd mate's certificate)の試験に合格。1893年には父が船長を務めるフルリクド・シップのイキケ号(Iquiqe)に二等航海士として勤務した。同船でヨーロッパや南アフリカのケープタウン、南米などを航海した。
1895年3月23日には一等航海士資格(1st mate's certificate)の試験に合格し、バークのセント・カスバート号(St. Cuthburt)に一等航海士として勤務。ついで1896年9月28日に特別船長資格(Extra Master's Certificate)の試験に合格し、1897年4月からバークのリドゲート号(Lydgate)で勤務し、同船で中国にも航海した。
1899年にホワイト・スター・ライン社に入社した。はじめオーストラリア航路に勤務し、メディック号の四等航海士、1901年からルーニック号の二等航海士となる。ルーニック号勤務中の1903年2月12日にニュージーランドで教師をしていたエイダ・フローレンス・バンクス(Ada Florence Banks)と出会い、彼女と遠距離恋愛を始めた。
1903年から大西洋航路に転属となり、アラビック号の二等航海士、1904年にはセルティック号の二等航海士、後に一等航海士となった。さらにゲルマニック号の一等航海士、オーシャニック号の二等航海士などを経て、1907年にはアドリアティック号の一等航海士に就任した。1907年9月2日にサウサンプトンでエイダと結婚した。

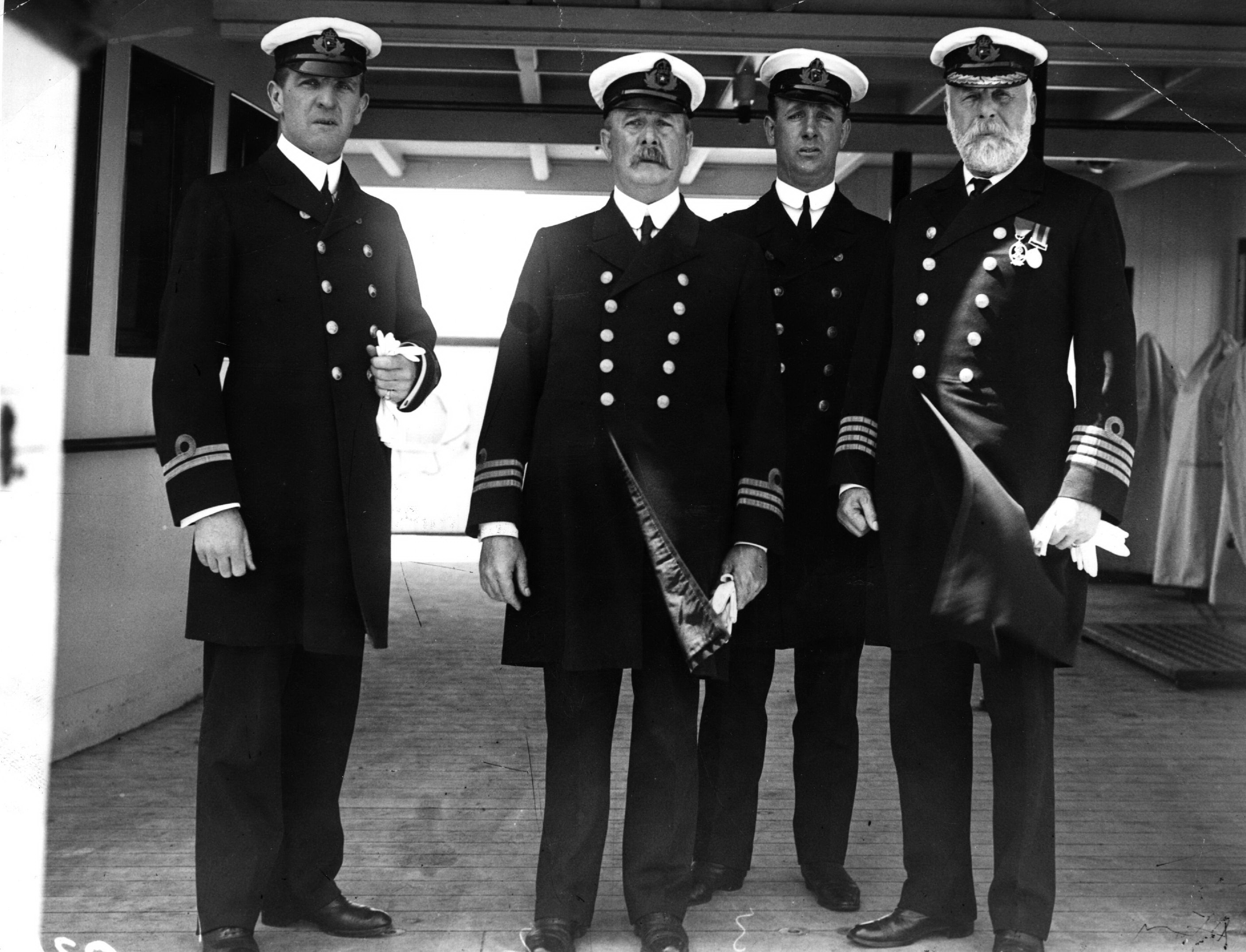
オリンピック号。左から一等航海士マードック、航海士長ジョセフ・エヴァンズ、四等航海士デイヴィッド・アレグザンダー、スミス船長

1911年5月23日にはオリンピック号の一等航海士に任じられた。

### タイタニック号の一等航海士
1912年3月、タイタニック号乗務を命じられる。マードックは当初航海士長だったが、大型船舶の航海士長の経験がないことをスミス船長に憂慮され、オリンピック号の航海士長だったヘンリー・ティングル・ワイルドがこの船での航海士長として急遽転属することになり、マードックは一等航海士に降格された。
タイタニックのブリッジの指揮はスミス船長、ワイルド航海士長、マードック一等航海士、ライトラー二等航海士の4人の上級士官達が交代制で執った。
1912年4月14日午後11時40分にタイタニックが氷山に衝突した際にはマードックが当直だった。衝突直前、氷山を発見したマストの見張りからの電話で「正面に氷山」との報告を受けた六等航海士ジェームズ・ポール・ムーディはすぐにマードックに対してその言葉を繰り返して報告した。マードックは操舵員ロバート・ヒッチェンスに「Hard a starboard（取舵一杯）」と指示。さらに機関室用信号機を使って両エンジンに全速後進の指示を出した。結果、氷山への正面衝突は免れたものの、船体右舷と氷山が接触した。マードックはすぐにボイラー室と機関室の防水壁を閉じるスイッチを押し、ブリッジへ戻ってきたスミス船長に状況を報告した。
その後、トマス・アンドリューズの船室でタイタニックが沈没するであろう旨の状況説明を受けたスミス船長は、4月15日に入った午前0時5分頃に救命ボートの準備をするよう指示を出し、マードックは乗客を集める準備にかかった。さらに午後0時20分、スミス船長はマードックを右舷ボート、二等航海士ライトラーを左舷ボート担当に任じた。またスミス船長は「婦女子優先」を命じていたが、この命令をライトラーは徹底したのに対し、マードックは緩やかに適用した。たとえば主人と離れたがらない夫人などの場合、マードックは座席に余裕があれば夫と一緒に乗ることを許可することが多かった。それによって余計な遅れをなくそうという考えからだった。
ライトラーの証言によれば、マードックは午前2時15分頃、折り畳み式のA号ボートを吊り柱に取り付けようと悪戦苦闘していたところ、船首が沈んで船尾が上がるにつれてボートデッキを上がってくる水に飲み込まれて命を落としたという（しかし、この場合左舷に居たライトラーからは、右舷に居たはずのマードックは確認できないはずである）。彼の遺体は発見されなかった。39歳没。

## マードックを演じた人物
- テオ・シャル(1943年ドイツ映画『タイタニック』)
- バリー・バーナード (1953年アメリカ映画『タイタニックの最期』)
- リチャード・リーチ（英語版） (1958年イギリス映画『SOSタイタニック/忘れえぬ夜』)
- ポール・ヤング（英語版） (1979年イギリス・アメリカテレビ映画『SOSタイタニック』)
- マルコム・ステュワート (1996年アメリカ・カナダテレビミニシリーズ『ザ・タイタニック』)
- デヴィッド・コスタビル (1997年ブロードウェイミュージカル『タイタニック』)
- ユアン・ステュアート（英語版） (1997年アメリカ映画『タイタニック』)
- コートネイ・ペース (1998年テレビドキュメンタリー『Titanic: Secrets Revealed』)
- チャーリー・アーネソン (2003年ドキュメンタリー映画『ジェームズ・キャメロンのタイタニックの秘密』)
- ブライアン・マッカーディ（英語版） (2012年テレビシリーズ・エピソード4『タイタニック 愛と偽りの航海（英語版）』)

### 1997年映画『タイタニック』の表現をめぐって
1997年の映画『タイタニック』では、マードックが賄賂を受け取ったあげく、乗客を射殺するという不名誉な人物として描かれたため、その家族やダルビーティ市民から批判を集めた。1998年に20世紀フォックスの副社長スコット・ニーソン(Scott Neeson)がマードックの80歳の甥のところへ出向いて謝罪を行っている。